# Brian Dennehy
Brian Manion Dennehy (ur. 9 lipca 1938 w Bridgeport, zm. 15  kwietnia 2020 w New Haven) – amerykański aktor filmowy, telewizyjny i teatralny. Zdobywca Złotego Globu dla najlepszego aktora w miniserialu lub filmie telewizyjnym za rolę Williama „Willy’ego” Lomana w telewizyjnej wersji Śmierci komiwojażera (2000). Laureat Laurence Olivier Award oraz dwóch nagród Tony jako Willy Loman w spektaklu Śmierć komiwojażera (1999) i za rolę Jamesa Tyrone’a w przedstawieniu Zmierzch długiego dnia (2003). Początkowo zyskał uznanie za rolę szeryfa Willa Teasle’a w Rambo – Pierwsza krew (1982). Wystąpił w wielu filmach, w tym Park Gorkiego (1983), Silverado (1985), Kokon (1985), F/X (1986), Uznany za niewinnego (1990), Romeo i Julia (1996) i Rycerz pucharów (2015).

## Życiorys

### Wczesne lata
Urodził się w Bridgeport w Connecticut w rodzinie katolickiej pochodzenia irlandzkiego jako syn Hannah (z domu Mannion) i Edwarda „Eda” Dennehy, redaktora agencji prasowej dla Associated Press. Miał dwóch braci, Michaela i Edwarda. Jego rodzina przeprowadziła się na Long Island. Uczęszczał do Chaminade High School w Mineola. 
W 1956, po ukończeniu szkoły średniej, dzięki stypendium piłkarskiemu rozpoczął studia na wydziale historii na Uniwersytecie Columbia, gdzie grał w futbol amerykański. W 1959 opuścił uczelnię i przez pięć lat służył w United States Marine Corps. Pracował jako kelner, barman, kierowca ciężarówki i pracownik motelu. Następnie podjął studia na kierunku sztuki dramatyczne w Uniwersytecie Yale. Grał w rugby union w Old Blue Rugby Football Club. W połowie lat 70. pracował jako makler giełdowy dla Merrill Lynch w biurze na Manhattanie. 

### Kariera
Karierę aktorską zaczął około 40. roku życia. Stworzył wiele charakterystycznych kreacji. Zagrał w przeszło 180 filmach i serialach. Swoje największe sukcesy odnosił w latach 80., kiedy to wystąpił w tak słynnych produkcjach jak: dramat sensacyjny Rambo – Pierwsza krew (1982), western Silverado (1985) czy komedia science fiction Kokon (1985). Kolejnymi znaczącymi pozycjami w jego filmografii były role w takich filmach jak: F/X (1986), Orły Temidy (1986), Brzuch architekta (1987) czy Uznany za niewinnego (1990). W latach 90. występował głównie w mało znaczących filmach telewizyjnych. Z tego okresu na uwagę zasługują jednak jego role w ekranizacji dramatu Williama Szekspira Romeo i Julia (1996) oraz w komedii Tomcio Grubasek (1995). Regularnie pojawiał się na ekranie, a także próbował swoich sił w dubbingu.
Ponadto w latach 1992–1997 zagrał główną rolę w serii filmów telewizyjnych o przygodach niezłomnego policjanta, sierżanta Jacka Reeda. Na serię składają się następujące tytuły: Złamane śluby (1992), Człowiek honoru (1993), Za wszelką cenę (1994), Jeden z naszych (1995), Morderca jest wśród nas (1996) oraz Śmierć i zemsta (1997). Dennehy sam wyreżyserował cztery z tych filmów. Wystąpił także gościnnie w kilkudziesięciu serialach telewizyjnych, m.in.: Kojak,  M*A*S*H, Dallas, Dynastia, Cagney i Lacey, Policjanci z Miami, Ja się zastrzelę, 4400, Sposób użycia, Żona idealna i Partnerki.

## Życie prywatne
20 kwietnia 1960 ożenił się z Judith Scheff, z którą miał trzy córki: Elizabeth (ur. 1 października 1960), Kathleen i Dierdre. Jednak po 15 latach związku, małżeństwo zakończyło się rozwodem. 17 lipca 1988 poślubił Jennifer Arnott. Wychował z nią dwoje adoptowanych dzieci: syna Cormaca (ur. 1993) i córkę Sarah (ur. 1995).
Zmarł 15 kwietnia 2020 w New Haven w Connecticut z przyczyn naturalnych w wieku 81 lat. Jego agent, Brian Mann, powiedział „Chicago Tribune”, że przyczyną śmierci było nagłe zatrzymanie krążenia wynikające z sepsy.

## Filmografia
Filmy fabularne
| Rok  | Tytuł                                                            | Rola                           | Reżyser                                  |
| ---- | ---------------------------------------------------------------- | ------------------------------ | ---------------------------------------- |
| 1977 | W poszukiwaniu idealnego kochanka                                | chirurg                        | Richard Brooks                           |
| 1977 | Pół pary (Semi-Tough)                                            | T.J. Lambert                   | Michael Ritchie                          |
| 1978 | F.I.S.T.                                                         | Frank Vasco                    | Norman Jewison                           |
| 1978 | Nieczyste zagranie                                               | detektyw Ferguson „Fergie”     | Colin Higgins                            |
| 1978 | Ruby i Oswald (TV)                                               | George Paulsen                 | Mel Stuart                               |
| 1979 | Butch i Sundance – Lata młodości                                 | O.C. Hanks                     | Richard Lester                           |
| 1979 | Dziesiątka                                                       | Donald „Don”, barman           | Blake Edwards                            |
| 1980 | Słodki zakład (Little Miss Marker)                               | Herbie                         | Walter Bernstein                         |
| 1982 | Fałszywa wiara (Split Image)                                     | Kevin Stetson                  | Ted Kotcheff                             |
| 1982 | Rambo – Pierwsza krew                                            | szeryf Will Teasle             | Ted Kotcheff                             |
| 1983 | Już nigdy nie zawyje wilk                                        | Rosie Little                   | Carroll Ballard                          |
| 1983 | Park Gorkiego                                                    | William Kirwill                | Michael Apted                            |
| 1984 | Kto pierwszy, ten lepszy (Finders Keepers)                       | major Frizzoli                 | Richard Lester                           |
| 1984 | The River Rat                                                    | Doc Cole                       | Thomas Rickman                           |
| 1985 | Kokon                                                            | Walter                         | Ron Howard                               |
| 1985 | Silverado                                                        | szeryf Cobb                    | Lawrence Kasdan                          |
| 1985 | Dwa razy w życiu                                                 | Nick                           | Bud Yorkin                               |
| 1986 | F/X                                                              | porucznik Leo McCarthy         | Robert Mandel                            |
| 1986 | The Check Is in the Mail                                         | Richard Jackson                | Joan Darling                             |
| 1986 | Orły Temidy                                                      | C. J. Cavanaugh                | Ivan Reitman                             |
| 1987 | Brzuch architekta                                                | Stourley Kracklite             | Peter Greenaway                          |
| 1987 | Bestseller (Best Seller)                                         | porucznik Dennis Meechum       | John Flynn                               |
| 1988 | Witaj w domu                                                     | Frank Roberts Sr.              | Gary Sinise                              |
| 1988 | Powrót nad Śnieżną Rzekę ('The Man from Snowy River II)          | Harrison                       | Geoff Burrowes                           |
| 1988 | Kokon: Powrót                                                    | Walter                         | Daniel Petrie                            |
| 1988 | Afrykański lew (The Lion of Africa, TV)                          | Sam Marsh / Trader             | Kevin Connor                             |
| 1989 | Siedem minut (Georg Elser - Einer aus Deutschland)               | Wagner                         | Klaus Maria Brandauer                    |
| 1989 | Indio                                                            | Whytaker                       | Antonio Margheriti                       |
| 1990 | Uznany za niewinnego                                             | Raymond Horgan                 | Alan J. Pakula                           |
| 1990 | Policyjna gorączka (Blue Heat)                                   | Frank Daly                     | John Mackenzie                           |
| 1990 | Czcij ojca swego (TV)                                            | Gus Robinson                   | John David Coles                         |
| 1991 | F/X 2 (F/X2: The Deadly Art of Illusion)                         | porucznik Leo McCarthy         | Richard Franklin                         |
| 1992 | Gladiator                                                        | Jimmy Horn                     | Rowdy Herrington                         |
| 1992 | Złapać mordercę (To Catch a Killer, TV)                          | John Wayne Gacy                | Eric Till                                |
| 1993 | Cios w serce (Murder in the Heartland, TV)                       | John McArthur                  | Robert Markowitz                         |
| 1994 | Za wszelką cenę (Jack Reed: A Search for Justice, TV)            | sierżant Jack Reed             | Brian Dennehy                            |
| 1994 | Nieobecność usprawiedliwiona (Leave of Absence, TV)              | Sam                            | Tom McLoughlin                           |
| 1995 | Tomcio Grubasek                                                  | Thomas „Big Tom” Callahan Jr.  | Peter Segal                              |
| 1995 | Jeden z naszych (Jack Reed: One of Our Own, TV)                  | sierżant Jack Reed             | Brian Dennehy                            |
| 1995 | Pod niebem Henrietty                                             | Big Dave McDermot              | James Keach                              |
| 1995 | Cień podejrzenia (Shadow of a Doubt, TV)                         | Charley Sloan                  | Brian Dennehy                            |
| 1996 | Romeo i Julia                                                    | Ted Monteki                    | Baz Luhrmann                             |
| 1998 | Rejs pod przymusem (Voyage of Terror, TV)                        | prezydent                      | Brian Trenchard-Smith                    |
| 1999 | Sekrety milionerki (Too Rich: The Secret Life of Doris Duke, TV) | Louis Bromfield                | John Erman                               |
| 1999 | Powrót z piekła (Out of the Cold)                                | David Bards                    | Aleksandr Buravskiy                      |
| 1999 | NetForce (TV)                                                    | Lowell Davidson                | Robert Lieberman                         |
| 1999 | Silicon Towers                                                   | Tom Warner                     | Serge Rodnunsky                          |
| 2000 | Ocalić Nowy Jork (Fail Safe, TV)                                 | generał Bogan                  | Stephen Frears                           |
| 2000 | Dish Dogs                                                        | Frost                          | Robert Kubilos                           |
| 2001 | Letnia przygoda                                                  | trener John Schiffner          | Michael Tollin (w napisach: Mike Tollin) |
| 2002 | Skradzione lato                                                  | ks. Kelly                      | Pete Jones                               |
| 2003 | Rzymska wiosna pani Stone (The Roman Spring of Mrs. Stone)       | Tom Stone                      | Robert Allan Ackerman                    |
| 2004 | Ona mnie nienawidzi                                              | Billy Church                   | Spike Lee                                |
| 2004 | Tornado zagłady (Category 6: Day of Destruction, TV)             | Andy Goodman                   | Dick Lowry                               |
| 2005 | Upodleni (The Exonerated, TV)                                    | Gary Gauger                    | Bob Balaban                              |
| 2005 | Ojcowie nasi (Our Fathers, TV)                                   | ks. Dominic Spagnolia          | Bob Balaban                              |
| 2005 | Atak na posterunek                                               | sierżant Jasper O’Shea         | Jean-François Richet                     |
| 2006 | Za cenę życia                                                    | agent Horvath                  | Robert Moresco                           |
| 2006 | Bezcenny dar (The Ultimate Gift)                                 | Gus                            | Michael O. Sajbel                        |
| 2006 | I ty możesz zostać bohaterem                                     | Babe Ruth (głos)               | Christopher Reeve                        |
| 2007 | Ratatuj                                                          | Django (głos)                  | Brad Bird                                |
| 2007 | Marco Polo (TV)                                                  | Kublai Khan                    | Kevin Connor                             |
| 2008 | Zawodowcy                                                        | porucznik Hingis               | Jon Avnet                                |
| 2010 | Alleged Gangster (Alleged)                                       | Clarence Darrow                | Tom Hines                                |
| 2010 | Dzień jak co dzień (Every Day)                                   | Ernie Freed                    | Richard Levine                           |
| 2010 | Dla niej wszystko (2010)                                         | George Brennan                 | Paul Haggis                              |
| 2010 | Oto Monica Velour (Meet Monica Velour)                           | Pop Pop                        | Keith Bearden                            |
| 2011 | Wielki rok                                                       | Raymond Harris                 | David Frankel                            |
| 2012 | Twelfth Night                                                    | Sir Toby Belch                 | Barry Avrich                             |
| 2013 | The Challenger                                                   | przewodniczący William Rogers  | James Hawes                              |
| 2015 | Rycerz pucharów                                                  | Joseph                         | Terrence Malick                          |
| 2018 | Mewa (The Seagull)                                               | Sorin                          | Michael Mayer                            |
| 2018 | Berek                                                            | pan Cilliano, ojciec Randy’ego | Jeff Tomsic                              |
| 2018 | Pieśń jeziora Sway (The Song of Sway Lake)                       | Hal Sway                       | Ari Gold                                 |
| 2019 | Driveways                                                        | Del                            | Andrew Ahn                               |
| 2019 | Master Maggie (krótkometrażowy)                                  | w roli samego siebie           | Matthew Bonifacio                        |
| 2019 | 3 Days with Dad (Life Support)                                   | Bob Mills                      | Larry Clarke                             |
| 2020 | Son of the South                                                 | dziadek                        | Barry Alexander Brown                    |

Seriale
| Rok       | Tytuł                              | Rola                       | Uwagi                          |
| --------- | ---------------------------------- | -------------------------- | ------------------------------ |
| 1977      | Kojak                              | Peter Connor               | odc.: „The Godson”             |
| 1977      | Sierżant Anderson                  | Burrows                    | odc.: „Shadow of Doubt”        |
| 1977      | Lou Grant                          | Wilson                     | odc.: „Nazi”                   |
| 1977      | M*A*S*H                            | sierżant Ernie Connors     | odc.: „Souvenirs”              |
| 1978      | Perła (Pearl)                      | sierżant Otto Chain        | 3 odcinki                      |
| 1978      | Dallas                             | Luther Frick               | odc.: „Winds of Vengeance”     |
| 1979      | Knots Landing                      | James Cargill              | odc.: „Chance of a Lifetime”   |
| 1981      | Dynastia                           | Jake Dunham                | 5 odcinków                     |
| 1984      | Cagney i Lacey                     | Michael MacGruder          | odc.: „The Bounty Hunter”      |
| 1984      | Detektyw Hunter                    | dr Bolin                   | odc.: „Hunter”                 |
| 1985      | The Last Place on Earth            | Frederick Albert Cook      | 2 odcinki                      |
| 1987      | Policjanci z Miami                 | wielebny Billy Bob Proverb | odc.: „Amen...Send Money”      |
| 1996      | Nostromo                           | Joshua C. Holyrod          | 4 odcinki                      |
| 1998–2003 | Ja się zastrzelę                   | Red Finch                  | 4 odcinki                      |
| 2005      | Prezydencki poker                  | Senator Rafe Framhagen     | odc.: „Ninety Miles Away”      |
| 2006      | 4400                               | Mitch Baldwin              | odc.: „Blink”                  |
| 2007      | Prawo i porządek: sekcja specjalna | sędzia Tierney             | odc.: „Scheherezade”           |
| 2007      | Mistrzowie science-fiction         | Bedzyk                     | odc.: „The Discarded”          |
| 2008      | Rockefeller Plaza 30               | Mickey J                   | odc.: „Sandwich Day”           |
| 2009      | Sposób użycia                      | Roy                        | odc.: „Dad's Visit”            |
| 2010      | Partnerki                          | detektyw Kenny Leahy       | odc.: „Boston Strangler Redux” |
| 2012      | Żona idealna                       | Bucky Stabler              | 2 odcinki                      |
| 2013      | Słowo na R                         | Pan Tolkey                 | odc.: „The Finale”             |
| 2015      | Bez zasad                          | Joe Patton                 | 8 odcinków                     |
| 2016–2019 | Czarna lista                       | Dominic Wilkinson          | 8 odcinków                     |
| 2017      | Hap i Leonard                      | szeryf Valentine Otis      | 6 odcinków                     |
| 2020      | Penny Dreadful: City of Angels     | Charlton Townsend          | odc. 9                         |